# 세펨

세팔로스포린의 핵심 구조

세파마이신의 핵심 구조

세펨(영어: cephem)은 세팔로스포린 및 세파마이신을 포함하는 β-락탐 계열 항생제의 하위 부류이다. 세펨은 가장 흔한 4원자 고리를 포함하는 헤테로고리 화합물 중 하나이다. 방선균에 의해 생성되는 세파마이신은 페니실린 및 세팔로스포린에 내성을 가지는 세균을 포함한 광범위한 세균에 대해 항균 활성을 나타내는 것으로 밝혀졌다. 세펨의 항균 특성으로는 세균의 세포벽 생성에 관여하는 특정 페니실린 결합 단백질에 대한 부착 등이 있다.

## 같이 보기
- β-락탐 계열 항생제